# Четврти конгрес СК Србије
Четврти конгрес Савеза комуниста Србије одржан је од 4. до 6. јуна 1959. у згради Дома синдиката у Београду. Конгресу је присуствовало 1.342 делегата који су представљали 336.429 чланова Савеза комуниста Србије.
Последњег дана рада Конгрес је изабрао Централни комитет од 129 чланова и Ревизиону комисију од 21 члана. На првој седници Централног комитета, одржаној истог дана, изабран је Извршни комитет Централног комитета од 14 чланова, док је за политичког секретара Централног комитета изабран Јован Веселинов, а за организационог секретара Душан Петровић Шане.

## Централни комитет
Чланови Централног комитета Савеза комуниста Србије изабрани на Четвртом конгресу СК Србије 6. јуна 1959. године:
1. Милка Агбаба
2. Предраг Ајтић
3. Станоје Аксић
4. Јудита Аларгић
5. Ђорђе Андрејевић Кун
6. Срба Андрејевић
7. Риста Антуновић
8. Спасенија Бабовић
9. Владислав Бајчевић
10. Милован Батановић
11. Милан Бачкалић
12. Душан Богданов
13. Владан Бојанић
14. Раде Борисављевић
15. Добривоје Бошковић
16. Момир Бошковић
17. Раденко Броћић
18. Живан Васиљевић
19. Јован Веселинов
20. Станка Веселинов
21. Радован Влајковић
22. Здравко Буковић
23. Воја Вуцелић
24. Аљуш Гаши
25. Предраг Глигорић
26. Радован Грковић
27. Радивоје Давидовић
28. Јован Дачић
29. Стеван Дороњски
30. Милојко Друловић
31. Спасоје Ђаковић
32. Пера Ђоковић
33. Душко Ђурђић
34. Драгиша Ивановић
35. Марија Јагодић
36. Брана Јевремовић
37. Воја Јеленковић
38. Бранко Јовановић
39. Ђура Јовановић
40. Иса Јовановић
41. Милош Јовановић
42. Радивоје Јовановић
43. Павле Јовићевић
44. Десимир Јововић
45. Ђурица Јојкић
46. Срба Јосиповић
47. Данило Кекић
48. Маћаш Kелемен
49. Никола Кмезић
50. Милија Ковачевић
51. Бошко Крстић
52. Светолик Лазаревић
53. Воја Лековић
54. Војин Лукић
55. Велибор Љујић
56. Мехмет Малићи
57. Драгослав Марковић
58. Немања Марковић
59. Стојан Миленковић
60. Мирко Милојковић
61. Милосав Милосављевић
62. Данило Милошевић
63. Чедомир Миндеровић
64. Милош Минић
65. Милорад Митровић
66. Риста Михаиловић
67. Душан Мугоша
68. Петар Муњас
69. Драгослав Мутаповић
70. Јожеф Нађ
71. Радисав Недељковић
72. Драгомир Николић
73. Ђорђе Никшић
74. Џавид Нимани
75. Ђоко Пајковић
76. Радован Пантовић
77. Катарина Патрногић
78. Слободан Пенезић
79. Душан Петровић
80. Бранко Пешић
81. Милева Планојевић
82. Душан Поповић
83. Мирко Поповић
84. Света Поповић
85. Светислав Тиле Поповић
86. Душан Пуђа
87. Данило Пурић
88. Миливоје Радовановић
89. Милија Радовановић
90. Илија Рајачић
91. Петар Релић
92. Кадрија Реуфи
93. Ласло Рехаћ
94. Деса Ромић
95. Ида Сабо
96. Павле Савић
97. Душан Секић
98. Танкосава Симић
99. Василије Смајевић
100. Драги Стаменковић
101. Милан Степановић
102. Богољуб Стојановић
103. Бранислав Стојановић
104. Јела Стојановић
105. Илија Тепавац
106. Мирко Тепавац
107. Геза Тиквицки
108. Божидар Томић
109. Момир Томић
110. Михаило Туртић Павка
111. Добрица Ћосић
112. Мирко Ћуковић
113. Шандор Фаркаш
114. Крсто Филиповић
115. Миодраг Филиповић
116. Џевдет Хамза
117. Хилмија Хасанагић
118. Синан Хасани
119. Селмо Хашимбеговић
120. Фадиљ Хоџа
121. Боса Цветић
122. Никола Џуверовић
123. Исмет Шаћири
124. Михаило Швабић
125. Паун Шербановић
126. Кољ Широка
127. Пал Шоти
128. Милка Шћепановић
129. Алија Шукрија

## Извршни комитет ЦК
Чланови Извршног комитета Централног комитета Савеза комуниста Србије изабрани на првој седници Централног комитета одржаној 6. јуна 1959. године:
1. Јован Веселинов, политички секретар
2. Душан Петровић, организациони секретар
3. Риста Антуновић
4. Спасенија Бабовић
5. Стеван Дороњски
6. Ђурица Јојкић
7. Воја Лековић
8. Драгослав Марковић
9. Милош Минић
10. Душан Мугоша
11. Ђоко Пајковић
12. Слободан Пенезић
13. Драги Стаменковић
14. Михаило Швабић